# Platysquilloides
Platysquilloides is een geslacht van kreeftachtigen uit de klasse van de Malacostraca (hogere kreeftachtigen).

## Soorten
- Platysquilloides enodis (Manning, 1962)
- Platysquilloides lillyae (Manning, 1977)